# José Mayer
José Mayer Drumond, né le 3 octobre 1949 à Jaguaraçu, est un acteur brésilien.